# Hans-Günther Allers
Hans-Günther Allers (* 17. Januar 1935 in Hamburg; † 22. Juni 2024 in Neustadt an der Aisch) war ein deutscher freischaffender Komponist.

## Leben
Nach seinem Musiklehrerexamen in Trossingen studierte Hans-Günther Allers Klavier und Komposition an der Musikhochschule Hamburg bei Hans Poser und Ernst Gernot Klussmann sowie Walter Girnatis.
Sein Werk umfasst Komposition für Klavier, Orchester und Kammermusik in verschiedenen Besetzungen. Seine Kompositionen wurden mehrfach durch Auszeichnungen gewürdigt, beispielsweise 1987 durch eine „Honorable Mention“ der Internationalen Horn Society.
Eines seiner bekanntesten Werke war das von jungen Göttinger Musikern inspirierte „Trio Gutingi“, eine dreisätzige Komposition, die den Urnamen der Stadt Göttingen aufnimmt (Gutingi). Seit seiner Entstehung wurde das Trio mehrfach ausgezeichnet, unter anderem mit dem 1. Preis im Kompositions-Wettbewerb der Internationalen Horn-Gesellschaft 1984.
Seinen Lebensabend verbrachte Allers in der Wahlheimat Burghaslach.

## Werke (Auswahl)
- Der kleine Wanderzirkus op. 11. Für großes Orchester. Möseler Verlag
- Divertimento op. 15. Für sechs Violoncelli. Verlag Dohr, Bergheim
- Suite op. 34 (1985). Für Horn und Klavier. Verlag Dohr, Bergheim
- Kleine Suite op. 36 (1985). Für Horn (oder Violoncello) und Klavier. Verlag Dohr, Bergheim
- Fünf Inventionen op. 45 (1993). Für Trompete, Horn und Posaune. Verlag Dohr, Bergheim
- Toccatina passionata op. 48 Nr. 1 (1991). Für Horn und Orgel. Verlag Dohr, Bergheim
- Fantasia quasi una Fanfara op. 48 Nr. 2 (1991). Für Trompete und Orgel. Verlag Dohr, Bergheim
- Trio Gutingi op. 51. Für Violine, Violoncello und Klavier. Verlag Merseburger, Kassel
- Impressionen op. 54 (1991). Fünf Stücke für Klavier zu vier Händen. Verlag Dohr, Bergheim
- Introduktion und Scherzo mystico op. 56 (1991). Für vier Trompeten, fünf Posaunen und Tuba. Verlag Dohr, Bergheim
- Orbis pictus op. 58 (1991). Fünf Bilder für Flöte und Horn. Verlag Dohr, Bergheim
- Sarabande und Rondino op. 69. Für Blechbläserensemble. Verlag Dohr, Bergheim
- Petite Suite op. 74. Für Blockflöte (Violine, Flöte) und Klavier. Verlag Dohr, Bergheim
- Divertimento burlesco op. 78. Für Fagott und Klavier. Verlag Dohr, Bergheim
- Musica Serena op. 79 (1998). Für Bläserquintett. Verlag Dohr, Bergheim
- Serenata op. 84. Für Oboe und Violoncello. Verlag Dohr, Bergheim
- Metamorphosen über ein Thema von Paganini op. 90. Für vier Querflöten. Verlag Dohr, Bergheim
- Quintett op. 92. Für Klavier, Oboe, Klarinette, Horn und Fagott. Verlag Neue Musik, Berlin
- Duo concertante "Münchner Duo" op. 93. Für Horn und Violoncello. Verlag Dohr, Bergheim
- Fantasia op. 94. Für Violoncello solo. Verlag Dohr, Bergheim
- Capriccio op. 102. Für Orchester (Scusi Signore Mozart). Verlag Neue Musik, Berlin
- Drei Intermezzi op. 110. für Klaviertrio (Violine, Violoncello, Klavier). Verlag Dohr, Bergheim
- Miniaturen op. 120. Für vier Fagotte. Verlag Dohr, Bergheim
- Dreizehn Miniaturen. Für Klavier. Möseler Verlag